# Lester Prairie
Lester Prairie est une ville américaine située dans le Comté de McLeod, dans le Minnesota. Selon le recensement de 2010, sa population est de 1 730 habitants.

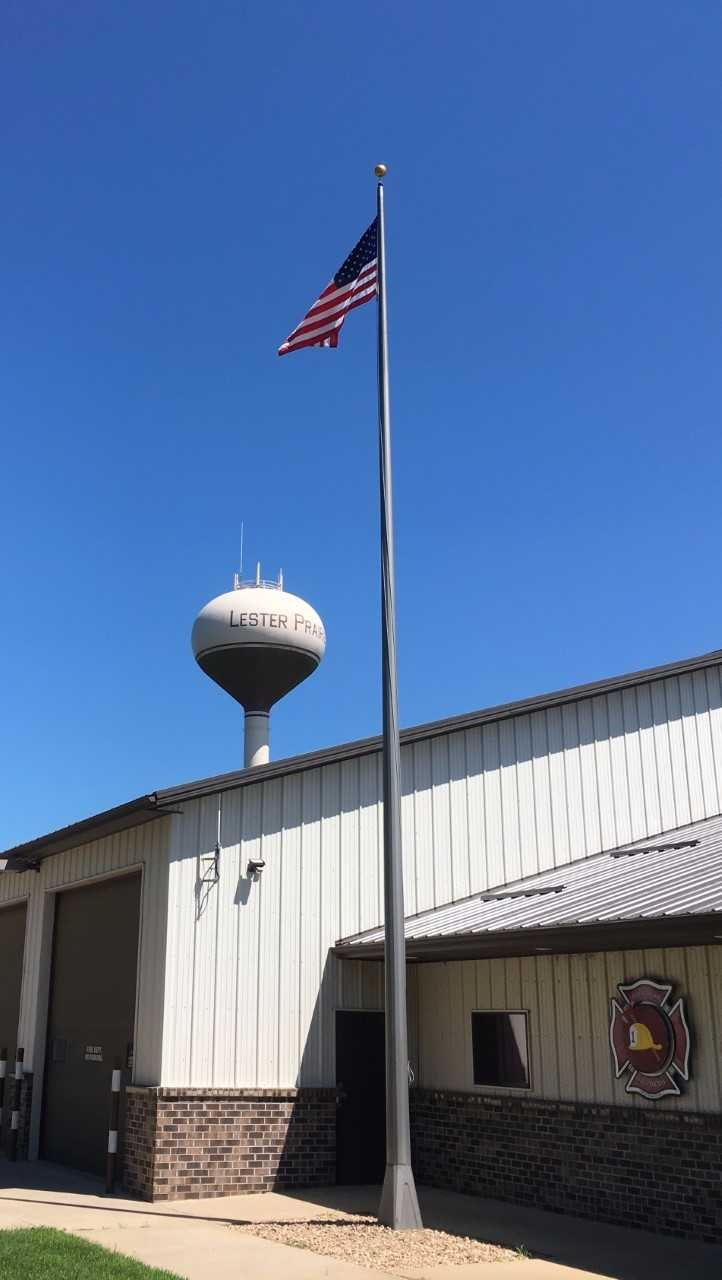
Pompiers et château d'eau